# Guido Buchwald
Guido Ulrich Buchwald (Berlín Occidental, 24 de enero de 1961) es un exfutbolista alemán que actualmente ejerce como entrenador. Se desempeñaba en todas las posiciones de la defensa, y su último club fue el Karlsruher SC. Fue parte de la selección de su país, con la cual logró ganar el Campeonato Mundial de Fútbol, organizado por Italia en 1990.

## Trayectoria

### Como jugador
| Club                | País     | Año       |
| ------------------- | -------- | --------- |
| Stuttgarter Kickers | Alemania | 1981-1983 |
| VfB Stuttgart       | Alemania | 1983-1994 |
| Urawa Red Diamonds  | Japón    | 1994-1997 |
| Karlsruher SC       | Alemania | 1997-1999 |

### Como entrenador
| Club                           | País     | Año       |
| ------------------------------ | -------- | --------- |
| Karlsruher SC (Interino)       | Alemania | 1999      |
| Urawa Red Diamonds             | Japón    | 2004-2006 |
| Alemannia Aachen               | Alemania | 2007      |
| Stuttgarter Kickers (Interino) | Alemania | 2012      |

## Palmarés
VfB Stuttgart
- Bundesliga: 1983-84, 1991-92

Selección de fútbol de Alemania
- Mundial 1990

- Datos: Q77305
- Multimedia: Guido Buchwald / Q77305